# Эриванская крепость
Эриванская крепость (арм. Երևանի բերդը, перс. قلعه ایروان‎, тур. Erivan Kalesi) — ныне не существующая крепость, впервые упомянутая в армянских текстах VII века , располагавшаяся в городе Эривань (ныне Ереван, с 1936 года). На сегодняшний момент уцелели только фрагменты некоторых сооружений крепости.

## История
Ереванская крепость на протяжении своей истории 9 раз разрушалась до основания и через некоторое время заново отстраивалась на прежнем месте в новом архитектурном обличии, размерах и формах. 

### Первая крепость. С древних времен до XI века
Точная дата основания первой крепости не известна. Она находилась в 6 километрах к северу от крепости Эребуни , построенной в VIII веке до нашей эры, и название которой легло в основу как находящегося рядом города, так и новой средневековой крепости в нем  
Первое письменное упоминание о средневековой Ереванской крепости относится к VII веку в связи с армяно-арабскими войнами. Ереван в форме Hērewan а также его крепость упоминает историк VII века Себеос в связи с арабским завоеванием Армении: «Пришли, собрались у Эривани, бились с крепостью, но не могли взять её».
Иоанн Драсханакертци в начале X века упоминает об укреплении в Ереване в описании событий VII века: «В то время, говорят, шла битва около кахакагюха Ереван; об обстоятельствах той войны тебе достаточно сообщают те, что описали её прежде нас». Точная дата этого события неизвестна. Самуел Анеци, историк XII века, ссылаясь на более ранние источники, пишет о восстании в Ереване в 660 году.
В 1047 году крепость была осаждена византийскими силам, которым удалось сломать местное армянское сопротивление
А уже в конце того же столетия, полностью разрушена и разорена сельджуками .

### Вторая крепость. XI-XII вв.
Более поздние источники называют важнейшей цитаделью Еревана крепость Цицернакаберд, который располагался на противоположной стороне холма от первой крепости. У византийского историка XI—XII веков Иоанна Скилицы Ереванская крепость упомянута в форме Chelidonion.
Мхитар Айриванеци в XIII веке сообщает, что в 1031 году князь Апират построил Кечарус и «…провел канал в Еривани», но непонятно, речь идет о крепости или одноименном городе у его стен.

### Третья крепость. 1203--1387 гг.
В начале XIII века Ереванская крепость была перестроена и укреплена представителями правящей в Армении династии Закарян
В 1387 Ереван был разрушен монголами, что унесло жизни около 500 человек по данным Григора Хлатеци в его «Колофонах бедствии». Тогда же была разрушена третья крепость.

### Четвертая крепость. 1410-1580 гг.
В последующем, с начала XV века, руины крепости переходят из рук монголов к туркоманской династии Кара и Ак коюнлу, которые восстанавливают и перестраивают ее, сделав центром для управления над всей Восточной Арменией 
В 1580 году турецкие войска разрушают Ереванскую крепость до основания и угоняют в плен 60 000 жителей города

### Пятая крепость. 1583-1605 гг.
Пятая крепость была построена при Османской империи в 1583 году Ферхат-пашой. 
Согласно османской переписи 1590 года, в крепости жили 373 (93%) армянских и 29 (7%) мусульманских семейств .
Однако, уже в 1605 году крепость разрушена персидским шахом Аббасом  , который во время осады крепости убил 12 000 мирного населения как в крепости, так и в самом городе и прилегающих деревнях и еще порядка 350 000 жителей Ереванской провинции, в числе которых от 250 000 до 300 000  армян, были насильственно депортированы в Персию под конвоем 200 000 персидского войска.

### Шестая крепость. 1639-1679 гг.
Шестая крепость была построена на руинах старой в 1639 году, после подписания турецко-персидского мирного договора, согласно которому Армения была в очередной раз разделена между двумя империями и Ереван был признан частью Персидской империи. 
Однако, уже в 1679 году крепость была разрушена до основания вследствие страшного Ереванского землетрясения, которое оценивалось в 9-10 баллов по шкале Рихтера   Считается одним из самых мощных землетрясений в истории Армении.   Землетрясение унесло жизни 7600 человек в Ереване и его округе.  

### Седьмая крепость. 1680-1724 гг.
После землетрясения, сафавидский губернатор Зал-хан попросил шаха помочь восстановить Эривань, включая крепость и Сардарский дворец.
12 июля 1679 года в Эривани побывал вице-регент из Сафавидов Мирза Ибрагим. Ему было поручено восстановить крепость, место пребывания губернатора Эривани. Многие жители деревни Гянджа, Агулис и Дашт (Нахичевань) были переселены в Эривань, чтобы восстановить крепость. Принудительный труд продолжался до зимы. Позже Шах разрешил всем вернуться домой. Реконструкция Эриванской крепости не была закончена, пришлось продолжить работы и завершить реновацию в последующие годы.
В 1724 году крепость вновь была разрушена, на этот раз турецкими войсками, после 84 дня боев, в которых турки потеряли убитыми 20 000 солдат, армяне - более 11 000 ополченцев убитыми и раненными, персы - до 5 000 убитыми.  Вторгшиеся в город турецкие войска, полностью опустошили Ереван, частью вырезав, частью изгнав 40 000 жителей города, среди которых порядка 35 000 (87,5%) были армянами. 

### Восьмая крепость. 1747-1853 гг.
Строительство восьмой крепости, на руинах предыдущей, относится уже к периоду Эриванского ханства в период между 1747-1827 годы. В этот период, как в Эриванской крепости, так и в самом городе, строятся 6 из 8 ереванских мечетей (еще 2 построены ранее, в Сефевидский период). В этот период свыше 50 000 армян как из Еревана, так и из всего ханства, насильно угоняются на север- в Грузию,  и на юг - в Персию , вследствие чего, Ереван, имевший в 1724 году 40 000 жителей, из которых 35 000 (87,5%) армяне, к 1805 году имел всего 6 000 жителей, из которых лишь порядка 2 000 армян (33%).  
В октябре 1827 года во время русско-персидской войны 1826—1828 годов русская армия под руководством Ивана Паскевича захватила Эривань, и Эриванская крепость больше не использовалась в военных целях.
В 1853 году крепость была частично разрушена ещё одним землетрясением. 

### Нынешнее состояние. 1880- наши дни
В 1865 году территория восьмой крепости, примерно половина которой оставалась разрушенной землетрясением 1853 года, была куплена Нерсесом Таиряном, купцом первой гильдии. Позже в 1880-х годах Таирян построил коньячную фабрику в северной части крепости.
Ветхие части стен крепости в 1930-х годах были снесены уже советской властью, хотя некоторые части оборонительных стен уцелели. Остальные стены полностью перестроены уже в не военных целях, в качестве производственных алкогольных изделий.

## Описание
Восьмая Эриванская крепость, построенная в 1747-1827 годах, считалась маленьким поселением в стороне от города. Она была отделена от Эривани большим и неиспользуемым пространством. Крепость была прямоугольной с периметром около 1200 метров. Стены были с трёх сторон; с четвертой (западной) она была ограничена ущельем реки Раздан. Ущелье в северо-западной части крепости имело глубину 640 метров и было неприступным, поэтому сооружение стены с этой стороны не требовалось — имелась лишь земляная насыпь.
У Эриванской крепости было три прохода через двойные стены: Тебриз, Ширван и Корпу. У стен были башни. У каждой стены были железные ворота, и у каждых была своя стража. В гарнизоне было около 2000 солдат. В крепости было 800 зданий. Постоянными жителями крепости были только местные мусульмане. Хотя армянам было разрешено работать на рынках в течение дня, им приходилось возвращаться в свои дома в главный город на ночь.

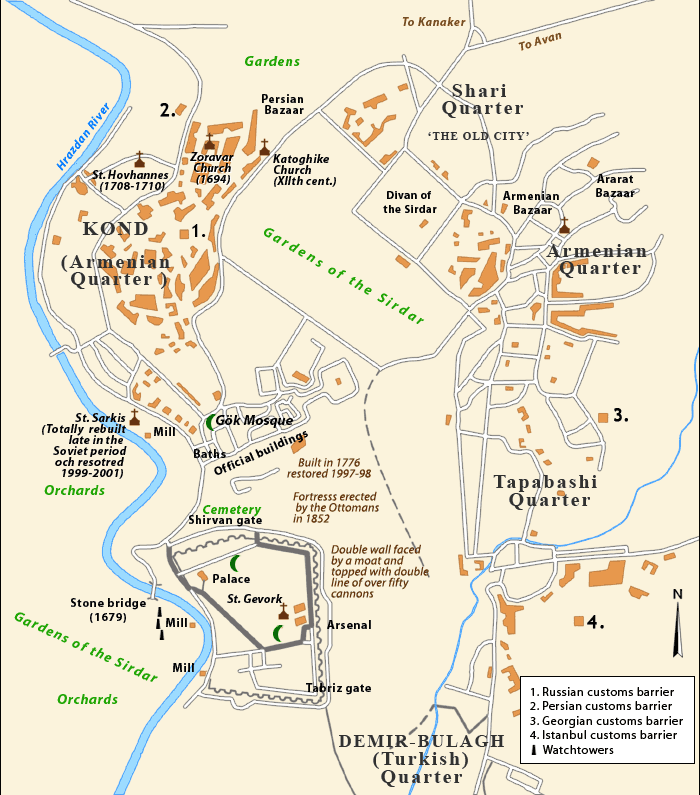
План города, 1827 год
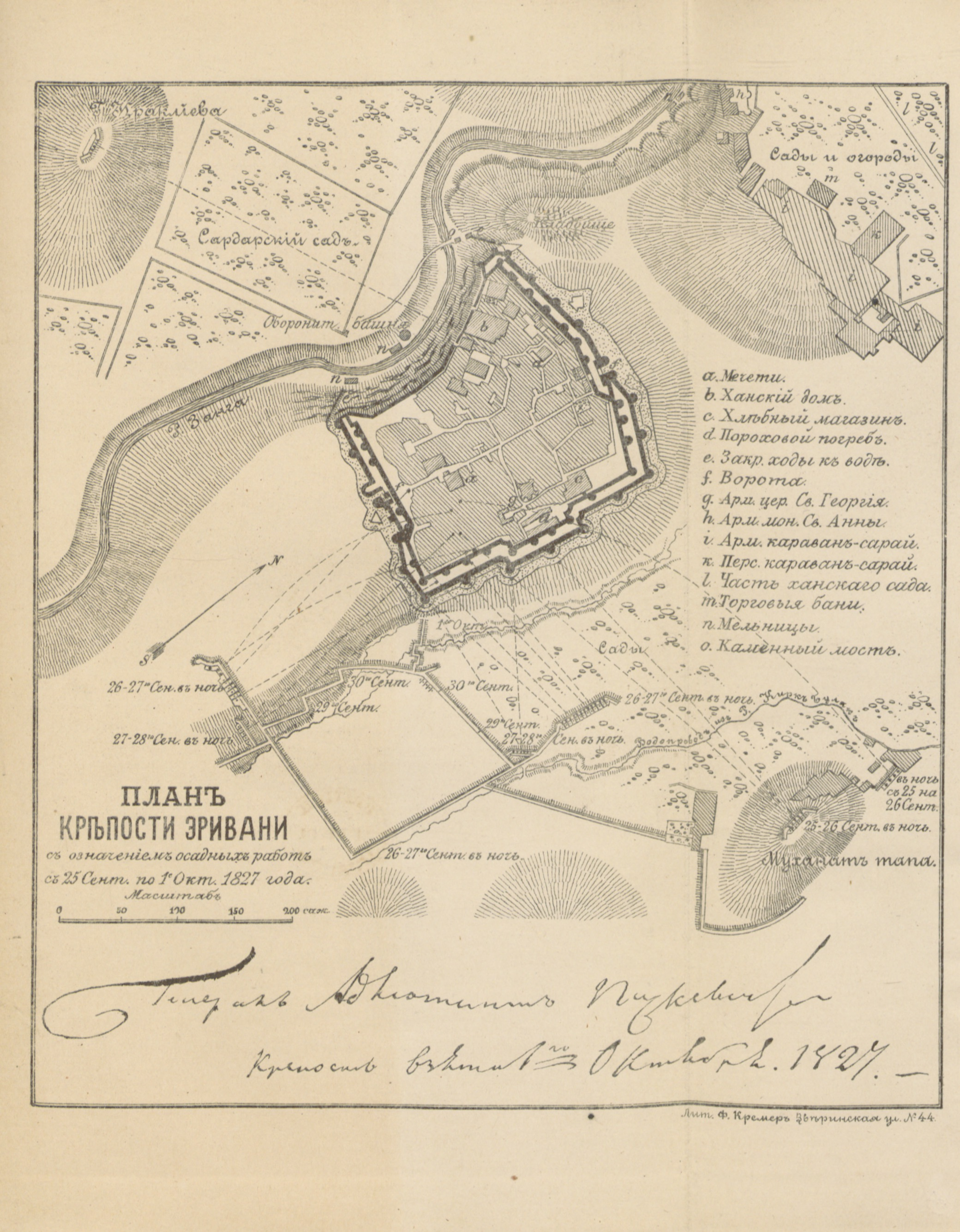
План крепости с обозначением осадных работ. Карта с автографом генерала. И.Ф. Паскевича, 1827 год
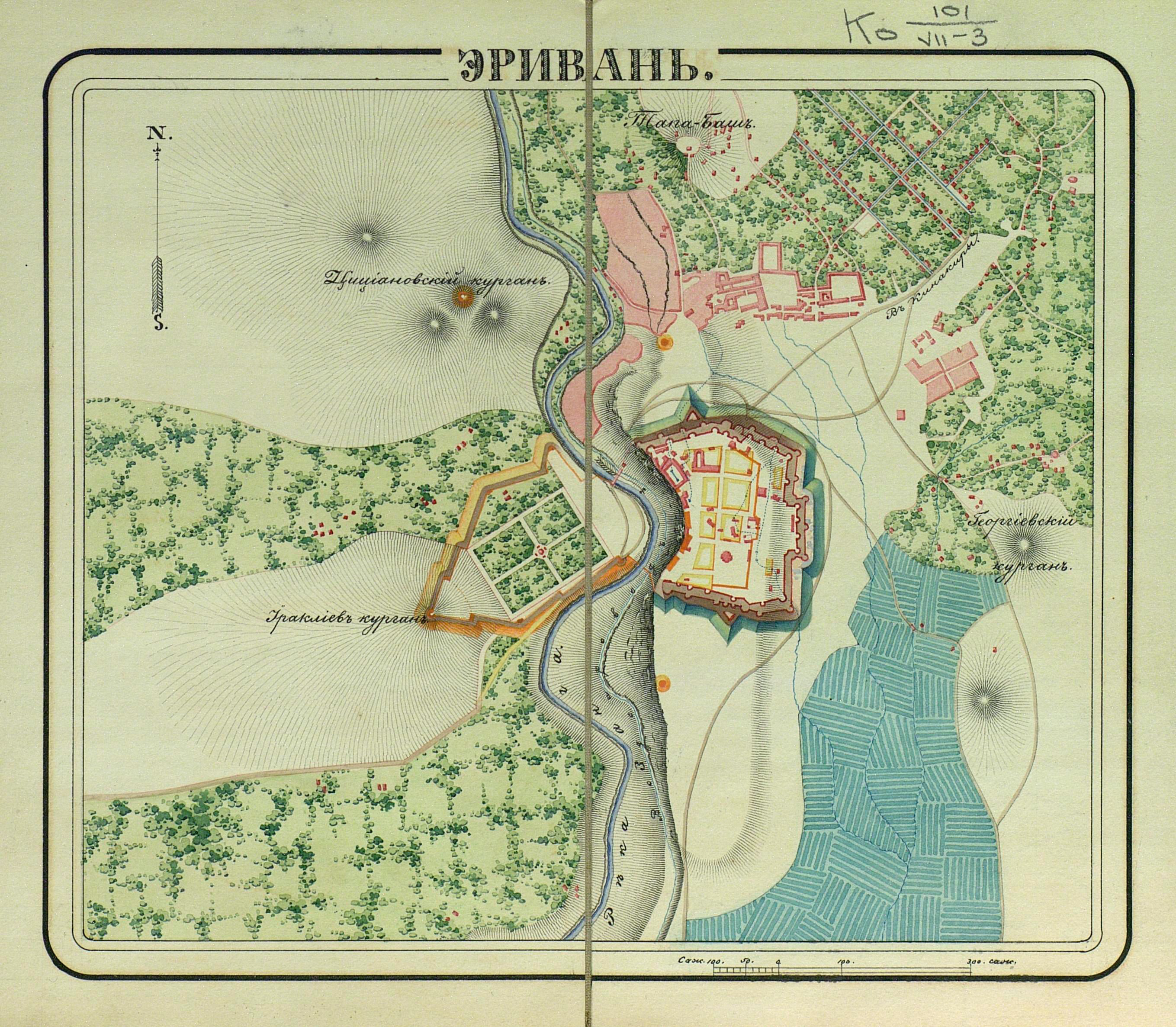
План города и крепости, начало XIX века
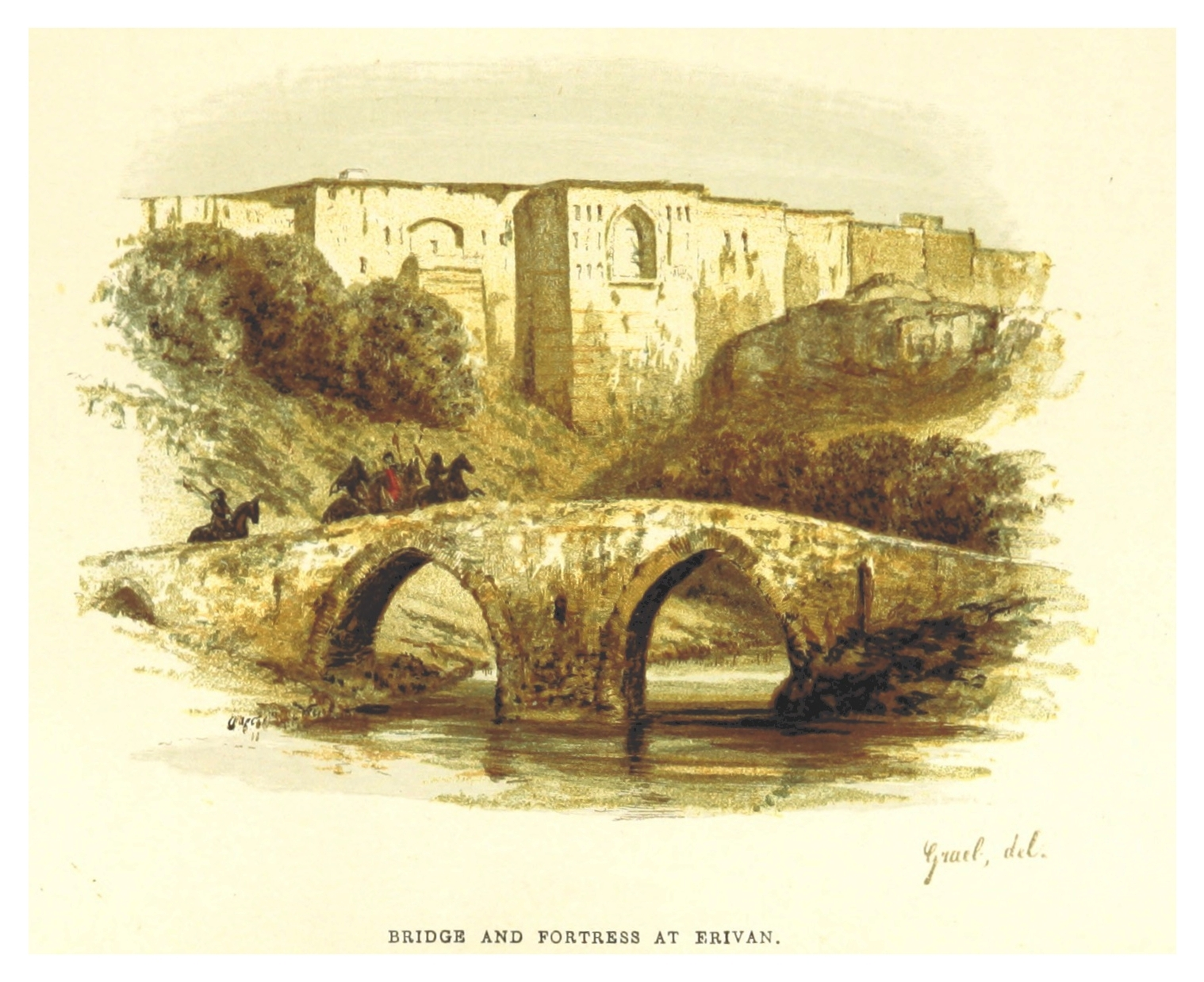
Один из мостов города и крепостные стены, картина середины XIX века, художник Август фон Гакстгаузен
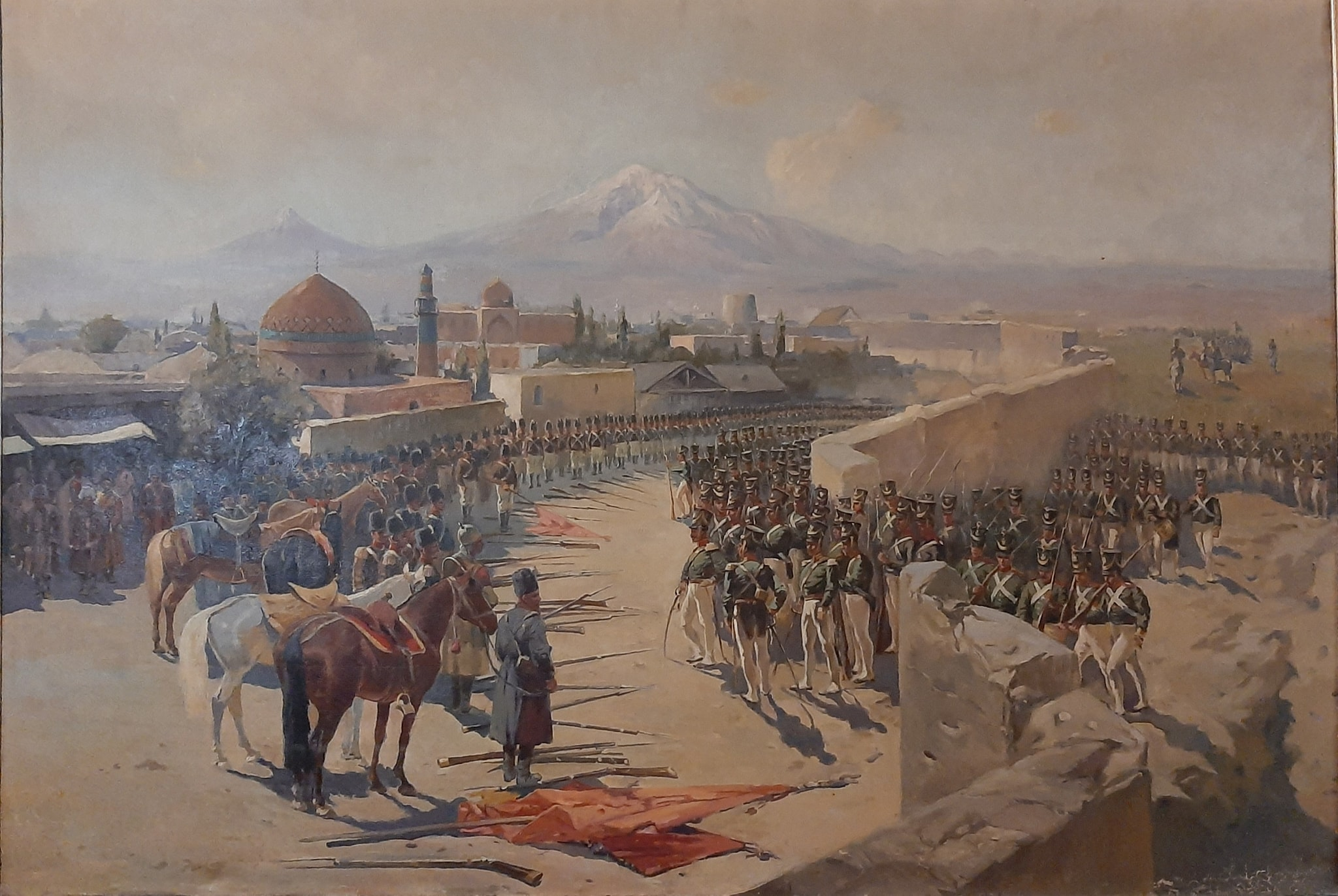
Взятие русскими войсками Эриванской крепости. Худ. Ф. Рубо
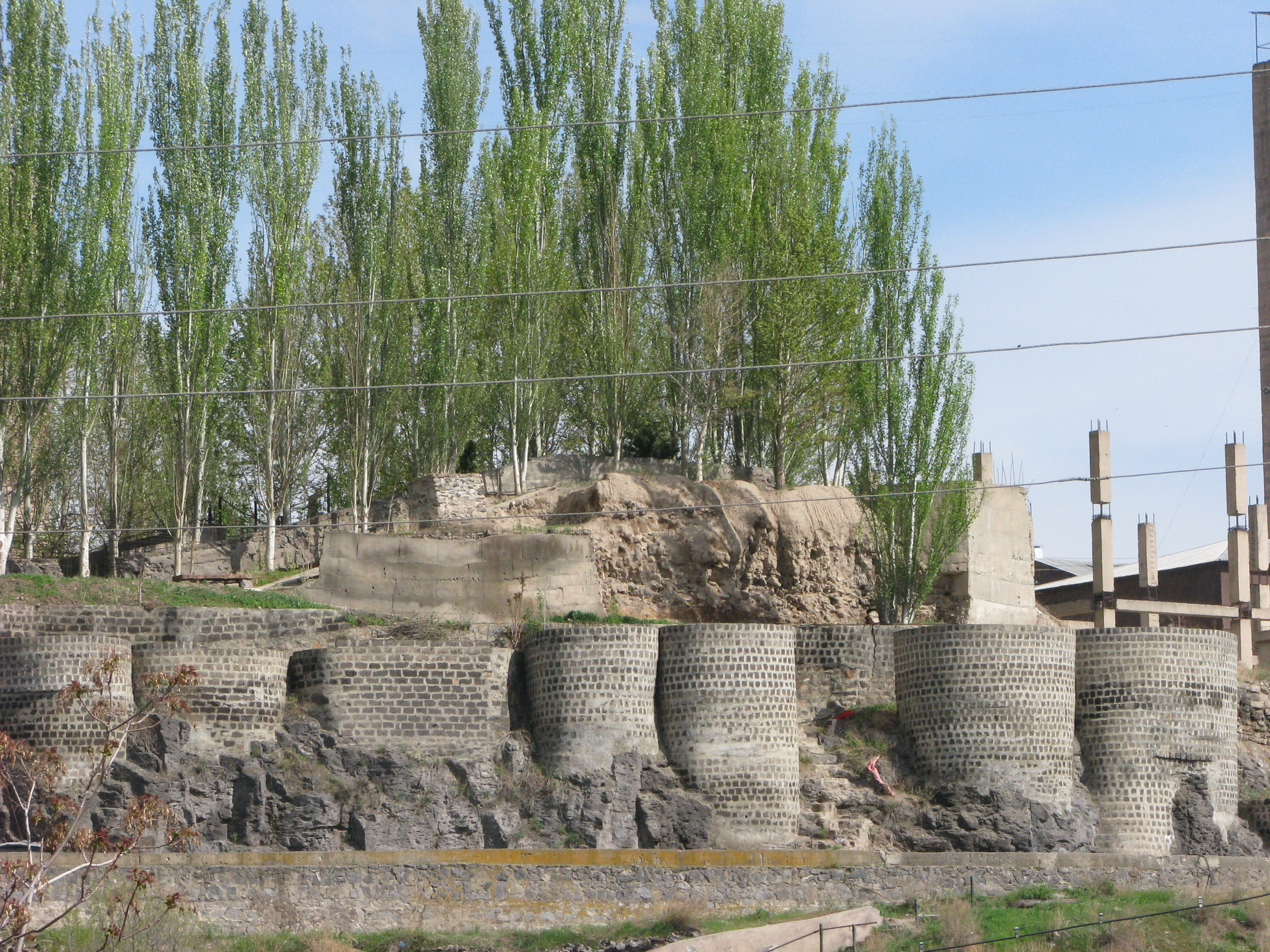
Сохранившаяся часть крепости (казарменная часть)
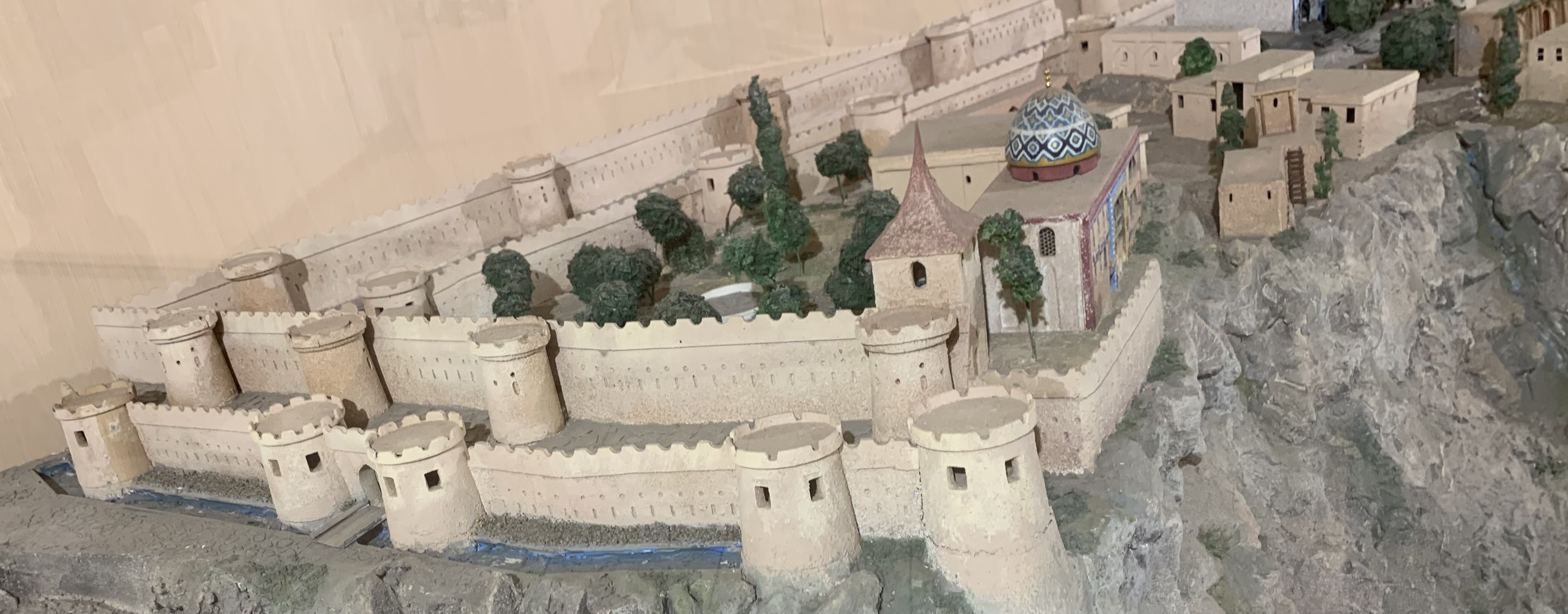
Макет крепости, Музей истории Еревана
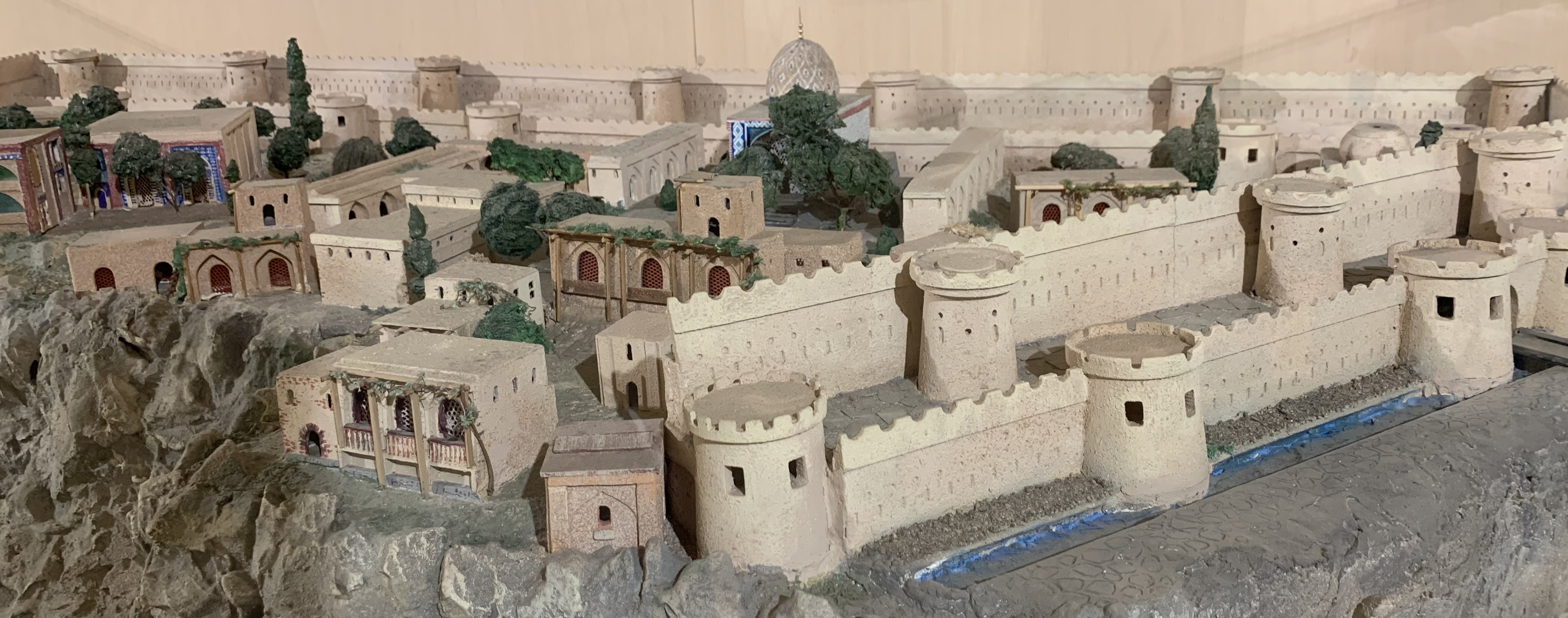

## Внутренности

### Сардарский дворец
Дворец находился в северо-западной части крепости в Разданском ущелье. Этот дворец был построен в 1798 году во время правления сына Гусейна-Али-хана Махмуда. Это было квадратное здание со множеством помещений. Гарем был одной из самых больших секций, он имел 61 метр в длину и 38 метров в ширину и был разделен на множество комнат и коридоров.
Все построенные ранее дворцы разрушались всякий раз, когда ханы строили новый. Последний был построен в 1798 году в персидском архитектурном стиле и имел «Зал зеркал», карниз которого был покрыт красочным стеклом. Потолок украшали картины сверкающих цветов. И в стенах зала было восемь изображений, сделанных на полотне: Фатх-Али-Шах, Гусейн-Гули и Хасан, Аббас Мирза, Фарамарц и т. д.
После взятия Эривани русскими в одном из залов дворца была показана знаменитая комедия Александра Грибоедова «Горе от ума» в исполнении военных. Мраморная мемориальная доска, которая содержит информацию об этом спектакле, находится в музее коньячно-винно-водочного комбината, который построен на месте дворца.

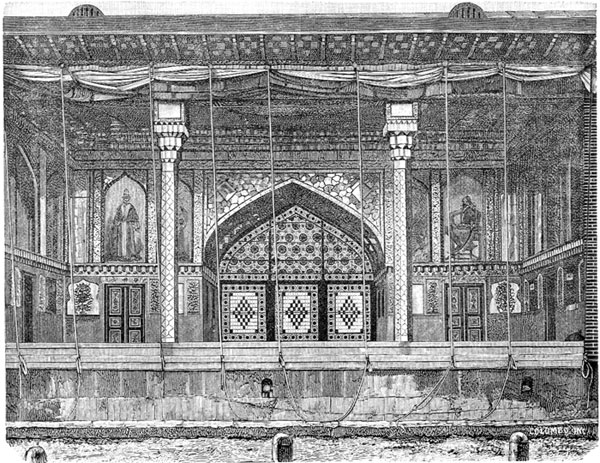
Интерьер
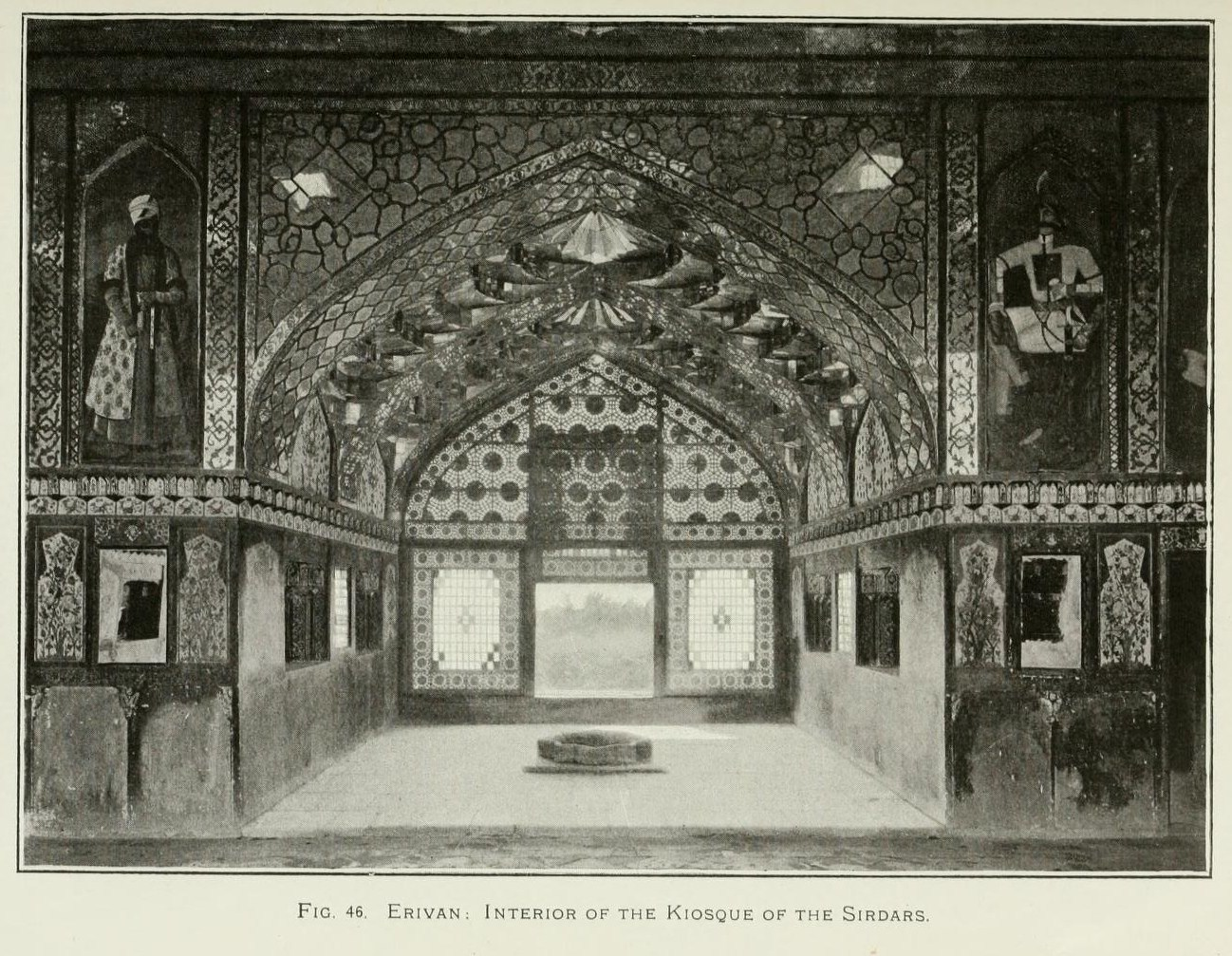
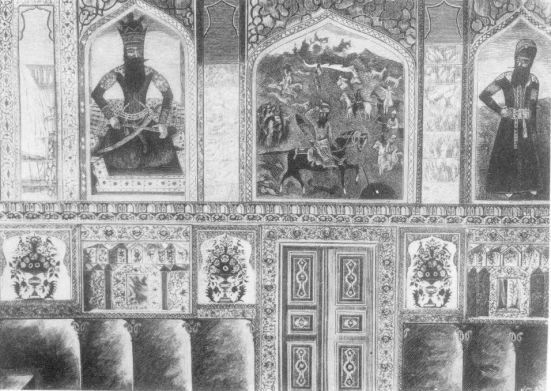
Украшение стен. Автор - Мирза Кадым Эривани
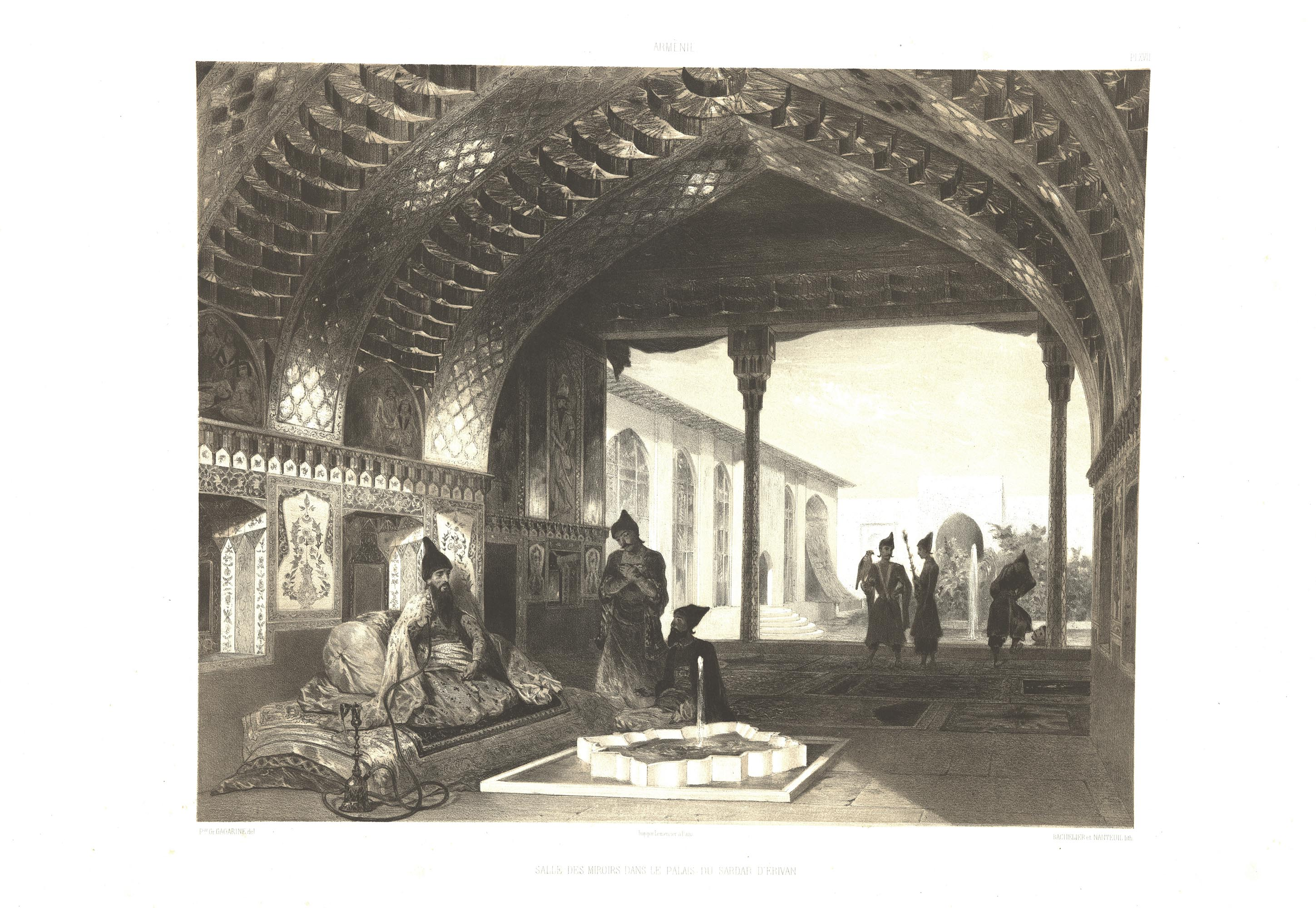
Зал зеркал
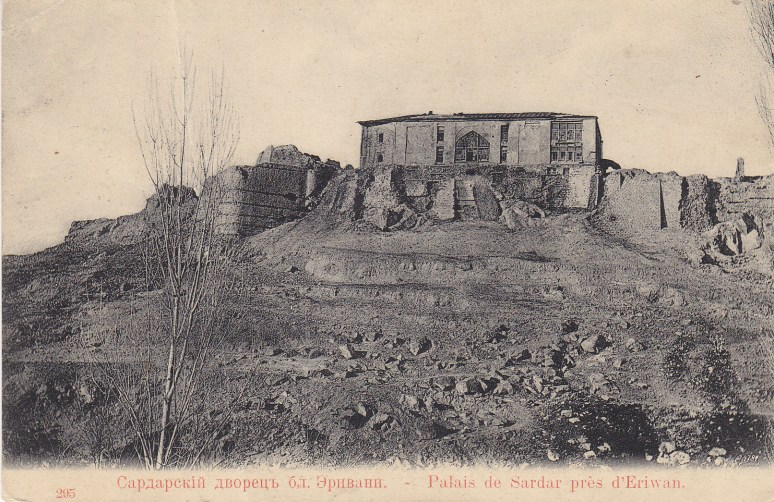
Вид снаружи (с Красного моста и ущелья реки Раздан)
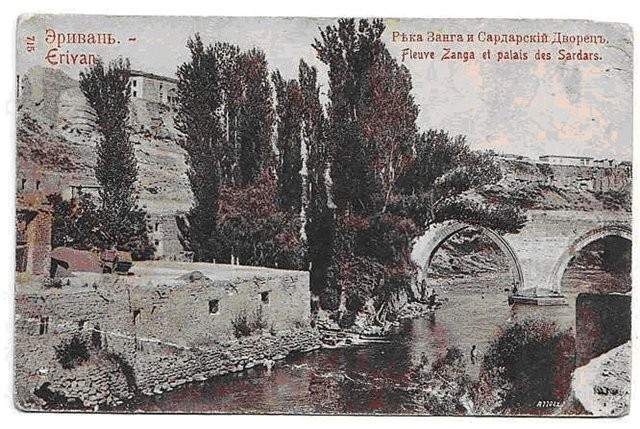
Сардарский дворец и Красный мост, открытка начала XX века

### Гарем и бани
Внутренние стены гарема хана были покрыты мрамором с яркими узорами. В бане был бассейн (32 метра в длину, 9 метров в ширину, 2,1 метра в глубину).

### Мечети

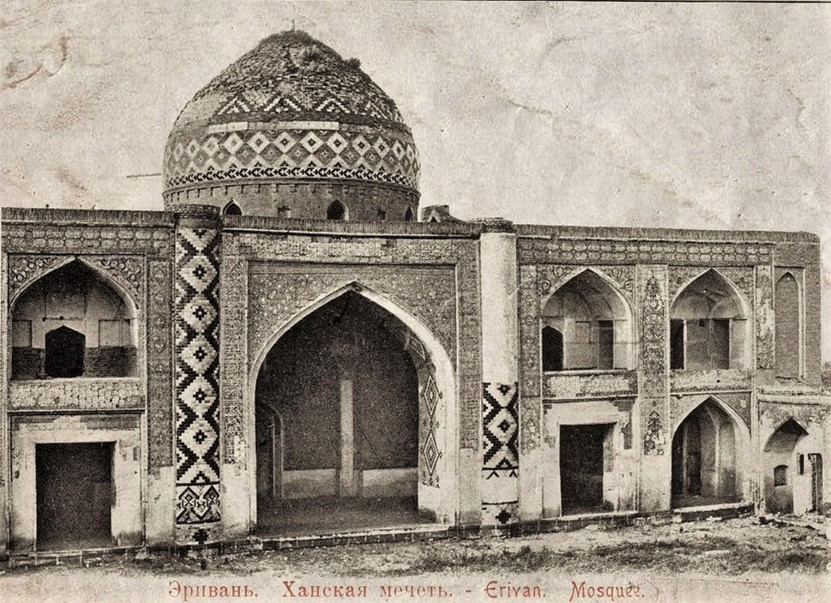
Мечеть Аббаса Мирзы

В Эриванской крепости было две персидские мечети. Одним из них была мечеть Раджаб-Паша; другая — мечеть Аббаса Мирзы. Руины мечети Раджаб-Паша оставались до начала работ по реконструкции Эривана в 1930-х годах. На сегодняшний день сохранилась только одна стена мечети Аббаса Мирзы.
Мечеть Раджаб-паши была построена в 1725 году во время турецкого правления. Это было большое 4-колонное арочное  здание с красивым внешним видом. Во время персидского правления оно использовалось как арсенал, потому что это была суннитская мечеть, а новые владельцы, персы, были шиитами. В 1827 году мечеть была преобразована в Русскую православную церковь и названа в честь Пресвятой Богородицы.
Мечеть Аббаса Мирзы была шиитской и была построена в начале девятнадцатого века, во время правления последнего хана Эриванского ханства Гусейн-хана. Она названа в честь сына Гусейн-хана. Фасад был покрыт зелёным и синим стеклом, обычно встречающимся в иранской архитектуре. После захвата русскими Эривани мечеть использовалась в качестве арсенала. В начале советские времена мечеть наряду с другими религиозными структурами (армянскими церквями, храмами и монастырями) была заброшена, но с сeредины 60-х годов XX-ого века была восстановлена и стала одним из музейных объектов города Еревана.